# Folke Fagerlind
Folke Fagerlind (2 de marzo de 1907 - 18 de marzo de 1996) fue un botánico sueco. Recibió su doctorado en 1937 en la Universidad de Estocolmo y más tarde fue profesor de botánica, especialmente de morfología, en esa Universidad.

## Algunas publicaciones

### Libros
- folke Fagerlind. 1960. The spiralization cycle of chromosomes. Edición reimpresa

- ------------------------. 1960. The mechanism of chiasma formation and crossing over. Volumen 19, Nº 5 de Acta Horti Bergiani. Editor Almqvist & Wiksells boktr. 385 pp.

- ------------------------. 1958. Hip and seed formation in newly formed Rosa polyploids. Acta horti Bergiani 17 ( 9). Editor Almqvist & Wiksells, 263 pp.

- ------------------------. 1957. The fundamental structure of vascular plants: Preliminary notes. Volumen 17 de Acta horti Bergiani. Editor Almqvist & Wiksell, 222 pp.

- ------------------------. 1954. The apical Embryo-and shoot-Meristem in Gnetum, Ephedra and other Gymnosperms. Edición reimpresa

- ------------------------. 1952. The real signification of pollen diagrams. 40 pp.

- ------------------------. 1951. Influence of the pollen-giver on the production of hips, achenes and seeds in the "canina roses." Acta horti Bergiani. Editor Almqvist & Wiksell, 47 pp.

- ------------------------. 1948a. Compatibility, eu- and pseudo-incompatibility in the genus Rosa. Acta horti Bergiani. Editor Almqvist & Wiksell, 38 pp.

- ------------------------. 1948b. Bau und Entwicklung der vegetativen Organe von Balanophora. Volumen 3 y 25 de Kungl. Svenska vetenskapsakademiens handlinger. Editor Almqvist & Wiksells boktr. 72 pp.

- ------------------------. 1947. Macrogametophyte formation in two agamospermous Erigeron species. Volumen 14, Nº 6 de Acta horti Bergiani. Editor Almqvist & Wiksell, 247 pp.

- ------------------------. 1946. Sporogenesis, embryosackentwicklung und pseudogame Samenbildung bei Rudbeckia laciniata L. Editor Almqvist & Wiksell, 90 pp.

## Honores
Fue elegido el 8 de febrero de 1967 miembro de la Real Academia de las Ciencias de Suecia.

### Epónimos
Género
- (Rubiaceae) Fagerlindia Tirveng.[2]

Especies
- (Asteraceae) Chrysanthellum fagerlindii Eliasson[3]

- (Cyclanthaceae) Asplundia fagerlindii Harling[4]

- (Lamiaceae) Phyllostegia fagerlindii (Sherff) H.St.John[5]

- (Orchidaceae) Epidendrum fagerlindii Hágsater & Dodson[6]

- (Piperaceae) Peperomia fagerlindii Yunck.[7]